# Sella (kommunhuvudort)
Sella är en kommunhuvudort i Spanien.   Den ligger i provinsen Provincia de Alicante och regionen Valencia, i den östra delen av landet, 400 km sydost om huvudstaden Madrid. Sella ligger 426 meter över havet och antalet invånare är 643.
Terrängen runt Sella är huvudsakligen kuperad, men åt nordost är den bergig. Runt Sella är det ganska tätbefolkat, med 166 invånare per kvadratkilometer. Närmaste större samhälle är Benidorm, 14,6 km sydost om Sella. Omgivningarna runt Sella är i huvudsak ett öppet busklandskap.